# 사타부
사타(沙陀, Shatuo), 또는 사타 돌궐(沙陀突厥, 산스크리트어: Sart)는 투르크계 유목민족이었다.
서돌궐의 일파, 별부(別部)로서 사타부(沙陀部) 민족을 나타낸다.

## 기원
사타부가 중국에 알려지기 시작한 시기는 당나라 초기이다. 돌궐은 한때 당나라와 맞먹는 거대한 제국을 쌓아 올렸고, 사타부는 천산산맥 방면에 자리잡고 서돌궐에 예속되어 있었다. 돌궐이 8세기 말 위구르에 멸망당한 뒤에도 옛 서돌궐의 구성원이었던 투르크계 유목민족 집단 일부는 살아남았고, 그 가운데 하나였던 돌기시(突騎施, 튀르게쉬) 계통의 처월(處月)이라는 부족이 지금의 중국 화북지방으로 남하하였고, 당나라가 이들을 오르도스(Ordos)의 염주에 있도록 하며 사타돌궐이라 부르게 되었다.

## 사타족 왕조
사타돌궐은 처음에는 토번에 속해 있었지만, 주야집의가 당나라에 투항해서 서북 변두리의 음산부(陰山府)병마사로 임명되었고, 8세기 후반에 안록산의 난이 일어나면서 동관(潼關)을 지키던 가서한(哥舒翰)의 군에 종군해 당나라와 관계를 맺었다. 808년 헌종에게 투항하였다. 868년 방훈의 난이 일어나자, 주야집의의 아들이자 삭주자사였던 주야적심이 이를 진정시키고 당나라의 황제로부터 국성인 이(李)씨와 국창(國昌)이라는 이름을 하사받아 유력 군벌이 되었다.
875년 황소의 난이 일어나자 이국창의 아들 이극용이 검은 군장으로 통일한 아군(鴉軍, 갈가마귀 군단)이라 불리는 무리를 거느리고 산서로부터 남하해 황소를 격파하고 장안을 탈환하는 공을 세웠다. 황소군의 주온 즉 주전충이 황소를 배신하고 당나라 조정에 귀부하면서 황소군은 와해되었으나, 이후 주전충에 의해 당나라 자체가 멸망하기에 이른다. 당나라의 국성인 이씨를 쓰던 사타족은 스스로를 당나라의 정통성을 잇는 자라 자처하며 이극용과 그 아들 이존욱 2대에 걸쳐 주전충의 후량에 맞섰고, 또한 북방의 신흥 세력이던 거란과는 제휴와 대립을 반복하면서 끝내 후량을 무너뜨리고 923년 후당을 세웠다.
사타족 계통의 왕조의 특징으로는 친아들과 양아들의 격차가 없었다는 것인데, 때문에 황제가 붕어한 뒤 후계를 둘러싸고 친아들과 양아들 사이의 다툼이 빈번하게 벌어졌다. 이는 원래 소규모 세력으로 유목 경제를 꾸리다 초원을 떠나온 이들 군사집단이 그 핵심 군사력을 유지하고 늘리기 위해서는 수장층을 포함한 간부급 무장들이 난세에 갈 곳을 잃은 자들 가운데 군인, 병사로써 쓸만한 자를 발탁하고 그들을 자신의 양자로 삼아 기르는 것으로, 양아버지-양자 네트워크로 구축된 군벌 기구를 구축해 나갔다고 한다.
이존욱의 뒤를 이은 이사원은 이극용의 양자였고, 이사원의 뒤를 이은 것도 그의 친아들인 이종후가 아니라 그로부터 황위를 찬탈한 양자 이종가였다. 이사원의 사위였던 석경당은 이종가를 죽이기 위해 거란과 결탁하고, 나아가 이종가를 쓰러뜨리고 후진을 세웠다. 하지만 실상 그들은 거란의 괴뢰였고, 국내는 당나라 말기처럼 각지의 군벌들이 할거하고 있었다. 석경당이 죽은 뒤 재상이었던 풍도 등은 석경당의 아들이 없자 조카인 석중귀를 옹립하였으나 거란(훗날의 요나라)의 분노를 사서 요 태종 야율요골(야율덕광)에 의해 멸망당했다. 산서 지역에 자리잡았던 군벌 유지원이 후한을 세웠지만, 이마저도 지배집단이 적어서 곧 무너지고 말았다.
오대 십국 시대라 불리는 중국 역사의 분열기에 화북 지방에 자리잡았던 오대의 항쟁은 실제로는 사타부 계통의 왕조(자세히는 후당 ~ 후한)와 거란, 즉 요나라 사이의 제휴와 이반이 거듭된 역사나 다름이 없다.

## 이후
979년 송나라가 중국을 통일한 이후에도 중국 북쪽 초원 지역에 남아있던 사타부의 잔당은 10세기부터 13세기까지 인근의 여러 몽골족과 튀르크족에 동화되어 사라졌다. 타타르 연맹의 "백타타르"나 옹구트가 사타부의 후예로 추정된다.

## 같이 보기
- 돌궐
- 오대십국
- 후당
- 후진